# Facultat universitària
Una facultat és una institució docent on s'imparteixen estudis superiors especialitzats en alguna matèria o branca del saber (medicina, dret, teologia entre d'altres), normalment constitueixen una subdivisió d'una universitat. L'antiga Universitat de París, que va servir de model per a la majoria de les universitats europees, tenia quatre facultats: Teologia, Lleis, Medicina i Arts. Tots els alumnes havien de graduar-se en una d'elles per poder prosseguir els estudis en una altra de les tres restants.
Les facultats deuen el seu nom al fet que tenen l'atribució o potestat legalment reconeguda d'atorgar graus acadèmics, la qual cosa suposa que hom les considera autoritats qualificades per certificar la qualitat de la formació i els coneixements dels seus propis titulats. Els graus acadèmics que atorga una facultat poden ser de llicenciatura o enginyeria, de mestria i especialment, el de doctorat. També poden oferir diplomatures. Antigament atorgaven així mateix el grau de batxiller, que era un grau acadèmic fins a cert punt semblant a l'actual diplomatura. En algunes universitats, com la UNAM de Mèxic, als centres docents que no tenen programes de doctorat se'ls anomena escoles, reservant el nom de facultat per a aquells on sí que n'hi ha.